# 卡博尼塔
卡博尼塔是巴西米纳斯吉拉斯州的一个市镇。总面积1454.935平方公里，总人口10145人，人口密度7人/平方公里。